# Traité sur la limitation des essais souterrains d'armes nucléaires
Traité ABM (1972) Convention ENMOD (1977)
Le Traité sur la limitation des essais souterrains d'armes nucléaires (TTBT, pour Threshold Test Ban Treaty) interdit les essais d'armes nucléaires dont la puissance est supérieure à 150 kilotonnes (équivalent à 150 000 tonnes TNT). Ce traité a été signé le 3 juillet 1974 par les États-Unis et l'Union soviétique.